# سانتی ویلا
سانتی ویلا (انگلیسی: Santi Villa؛ زادهٔ ۵ اوت ۱۹۸۲) بازیکن فوتبال اهل اسپانیا است.
از باشگاه‌هایی که در آن بازی کرده‌است می‌توان به باشگاه فوتبال گرانادا اشاره کرد.